# Leuchtballon

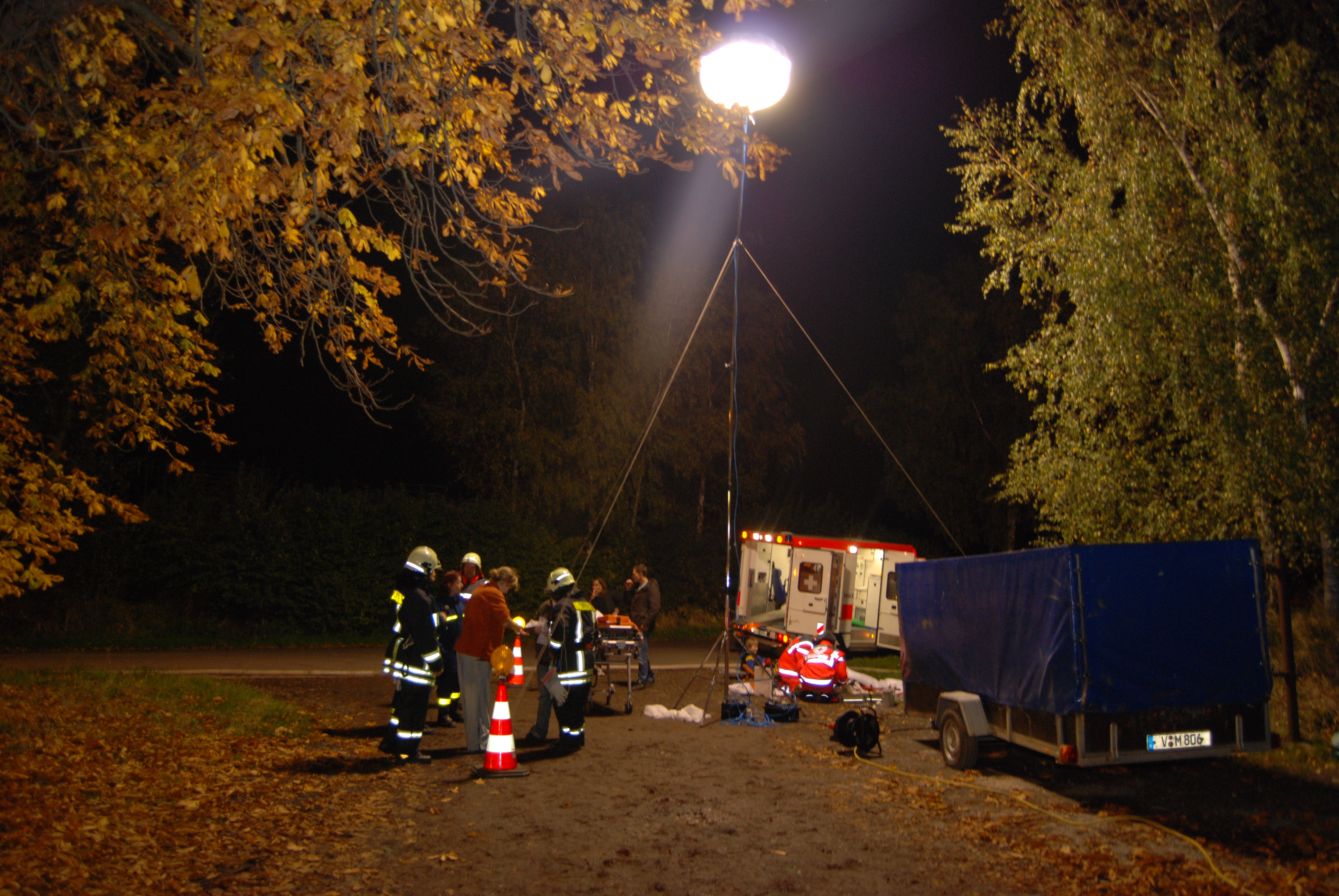
Stativgebundener Leuchtschirm

Ein Leuchtballon ist eine Leuchte, die ein blendfreies tageslichtähnliches Licht ausstrahlt.

## Aufbau

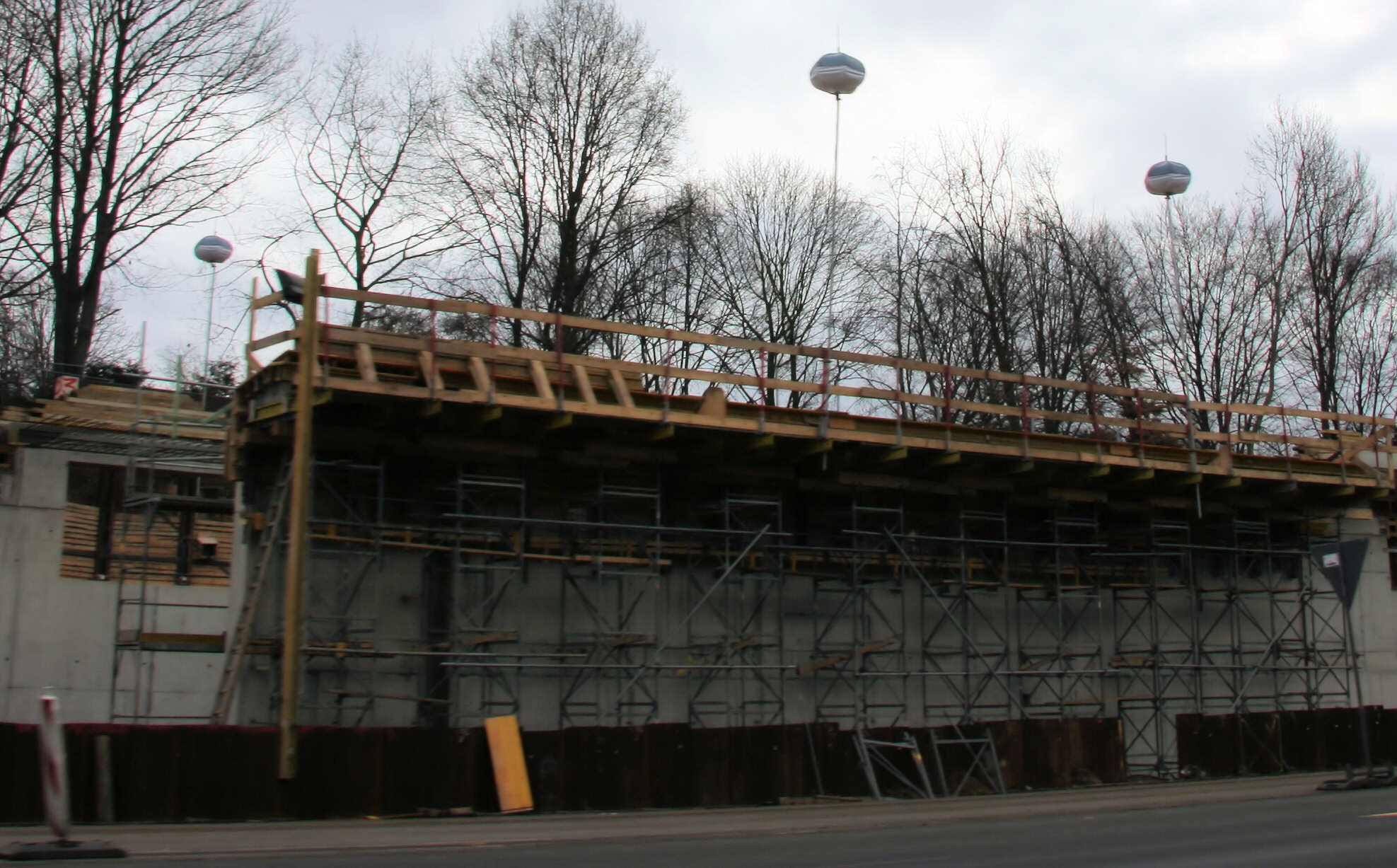
Beleuchtung einer Baustelle durch Leuchtballons.

Ein Leuchtballon besteht aus einem drahtverstärkten, feuerfesten Gewebe und wird entweder wie ein Regenschirm aufgespannt oder mit einem Gebläse aufgebläht. Im Inneren strahlen Hochleistungsleuchtmittel, früher beispielsweise Metalldampf- oder Halogenlampen, heute eher LED-Leuchten. Die obere Hälfte der Kugel ist auf der Innenseite verspiegelt und reflektiert das Licht nach unten. Die untere Hälfte ist durchscheinend matt. Der große Durchmesser von bis zu mehreren Metern und die Stativhöhe von einigen Metern gewährleisten eine blendarme gleichmäßige Beleuchtung großer Flächen von oben, ohne scharfe Schlagschatten.
Es gibt auch Beleuchtungsballons aus Folie-Textil-Verbundmaterial, die mit Helium gefüllt werden und durch den Auftrieb bis zu 50 Meter am Stromversorgungskabel aufsteigen. Kugel- oder melonenförmig widerstehen sie mit steigendem Durchmesser ab 2 Meter etwas mehr Wind im Freien und können an zwei bis vier Ösen mit Hilfsschnüren auch zusätzlich schräg nach unten abgespannt werden. Die größten Leuchtballons sind als Ellipsoid (Luftschiff) geformt, um durch weniger Turbulenz der Umströmung stabiler im Wind zu liegen. Diese können eine Grafik, etwa ein längliches Schriftformat, als Banner angeheftet oder aufgedruckt gut lesbar präsentieren.
Sicherheitseinrichtungen: Luftschiffe weisen häufig am Bauch eine elastische Verschnürung auf, um trotz unumgänglichen Gasverlusts durch Leckage oder Gasvolumenkontraktion durch Abkühlung den Druck und damit die Form aufrechtzuerhalten. Leuchtballons, die mit heißen Leuchtmitteln und/oder gefährlich hoher elektrischer Spannung betrieben werden, müssen überwacht werden, besonders wenn sie im Freien dem Wetter ausgesetzt sind. In gasgeblähten Ballons kann ein innen axial gespanntes Seil, das auch die Leuchtmittel trägt, die ausreichende Füllung detektieren: Ein schlapp werdender Ballon entspannt das Seil und öffnet damit einen Zugschalter, der den Lampen-Stromkreis unterbricht. Ein Zusatzgerät am Boden schützt vor dem Wiedereinschalten.

## Einsatzbereiche

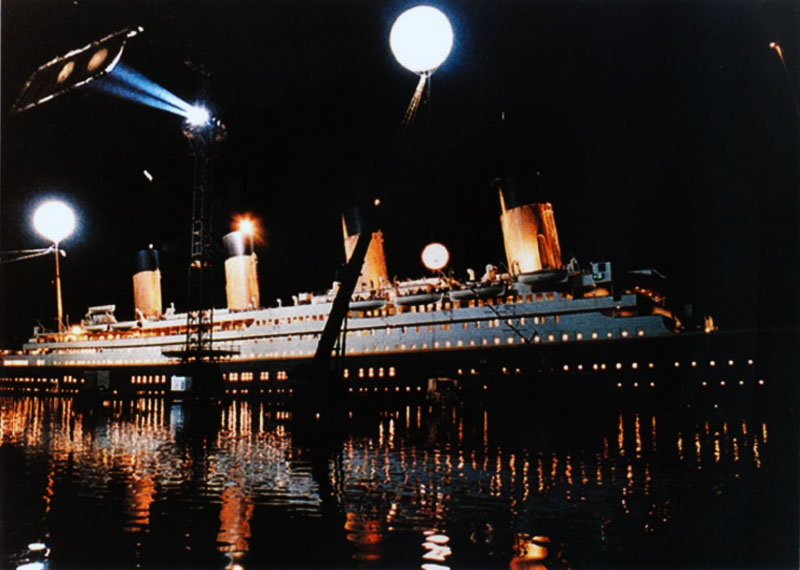
Leuchtballons am Filmset von Titanic

Leuchtballons können stationär oder mobil eingesetzt werden. Der Aufbau ist je nach Konstruktionsform und Größe schon in wenigen Minuten möglich. Sie dienen der Beleuchtung eines Veranstaltungsorts, einer Filmszenerie, einer Baustelle, eines Noteinsatzes oder einer Gefahrenstelle im Straßenverkehr.
Leuchtballons dienen auch zur Innen- oder Außenraumgestaltung oder als Show-/Bühnen-Effekt. Kleine Latexballons (60 bis 200 cm Durchmesser) für Innenräume arbeiten mit Leuchtdioden geringer Leistung. Sie hängen beispielsweise an der Decke.

Beispiele für Anwendungen:
- Straßen- oder Gleisbau,
- Bergung oder Rettung
- Ausleuchtung, z. B. Einsatzstellen, Sammelplätze, Parkplätze, Sportveranstaltungen
- Werbung
- Filmaufnahmen
- Bühnen-/Show-Effekte